# 军舰

中國古代水師戰船

军用舰船，简称军舰，是列入海军或其他军兵种编制、用于完成战斗和保障等军事任务的船只，包括各种战斗舰艇、辅助舰艇和特种舰艇。现代军舰一般装有艦炮、機槍、機炮/近迫武器系統、巡航导弹、防空飛彈、反艦飛彈、反潛飛彈、魚雷、水雷、深水炸弹等武器，负责参与海战、对岸打击和军事运输，同时还可支持航空兵和陆战队等非海战兵种发动空战、两栖作战和特种作战。

## 歷史

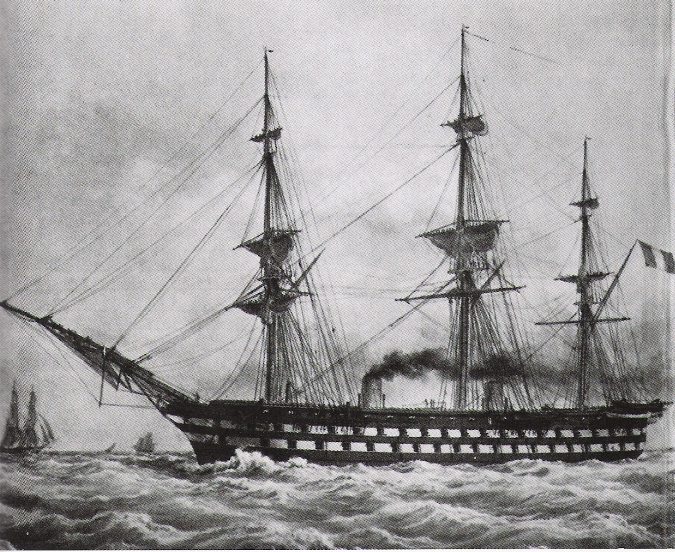
鴉片戰爭時期的西方蒸氣機風帆雙動力砲艦，此艦為法軍拿破崙號

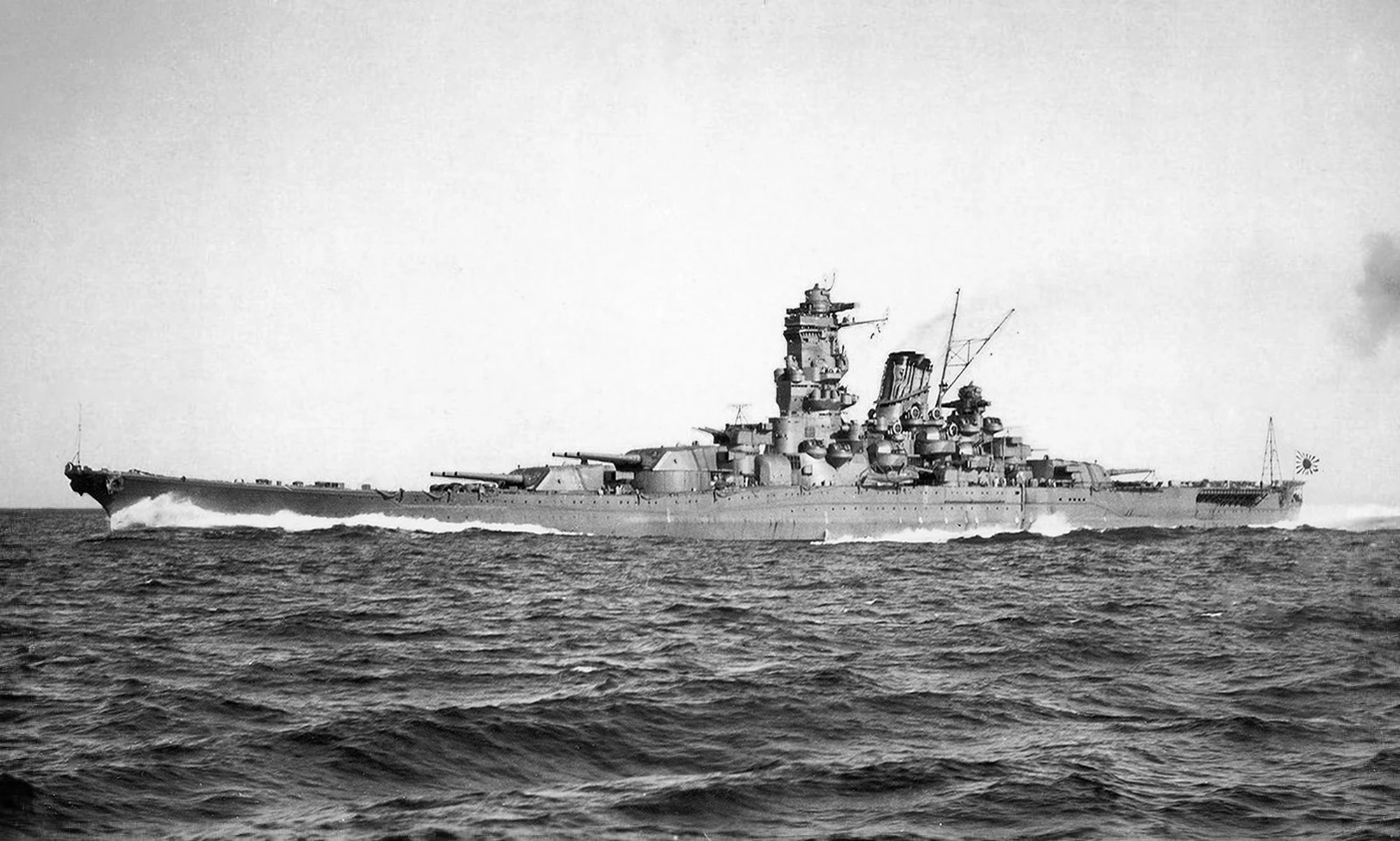
日本帝国海军的大和号战列舰是历史上最大的战列舰

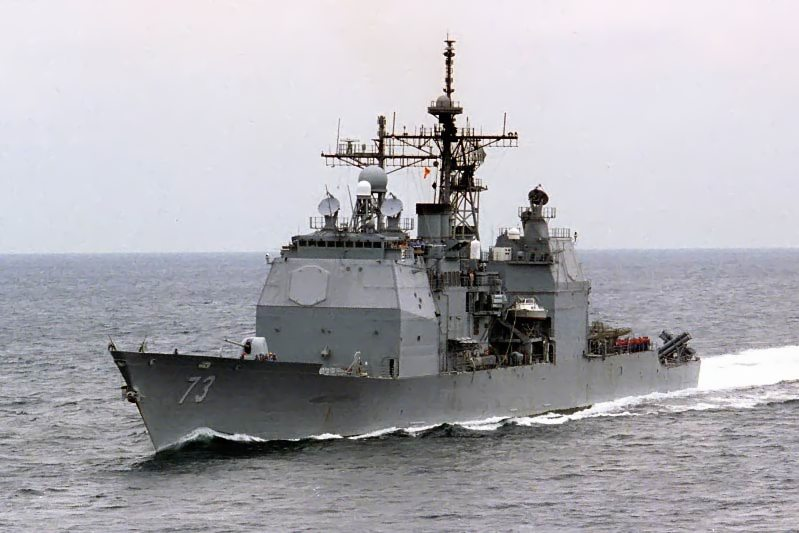
美國海軍的提康德罗加级巡洋艦

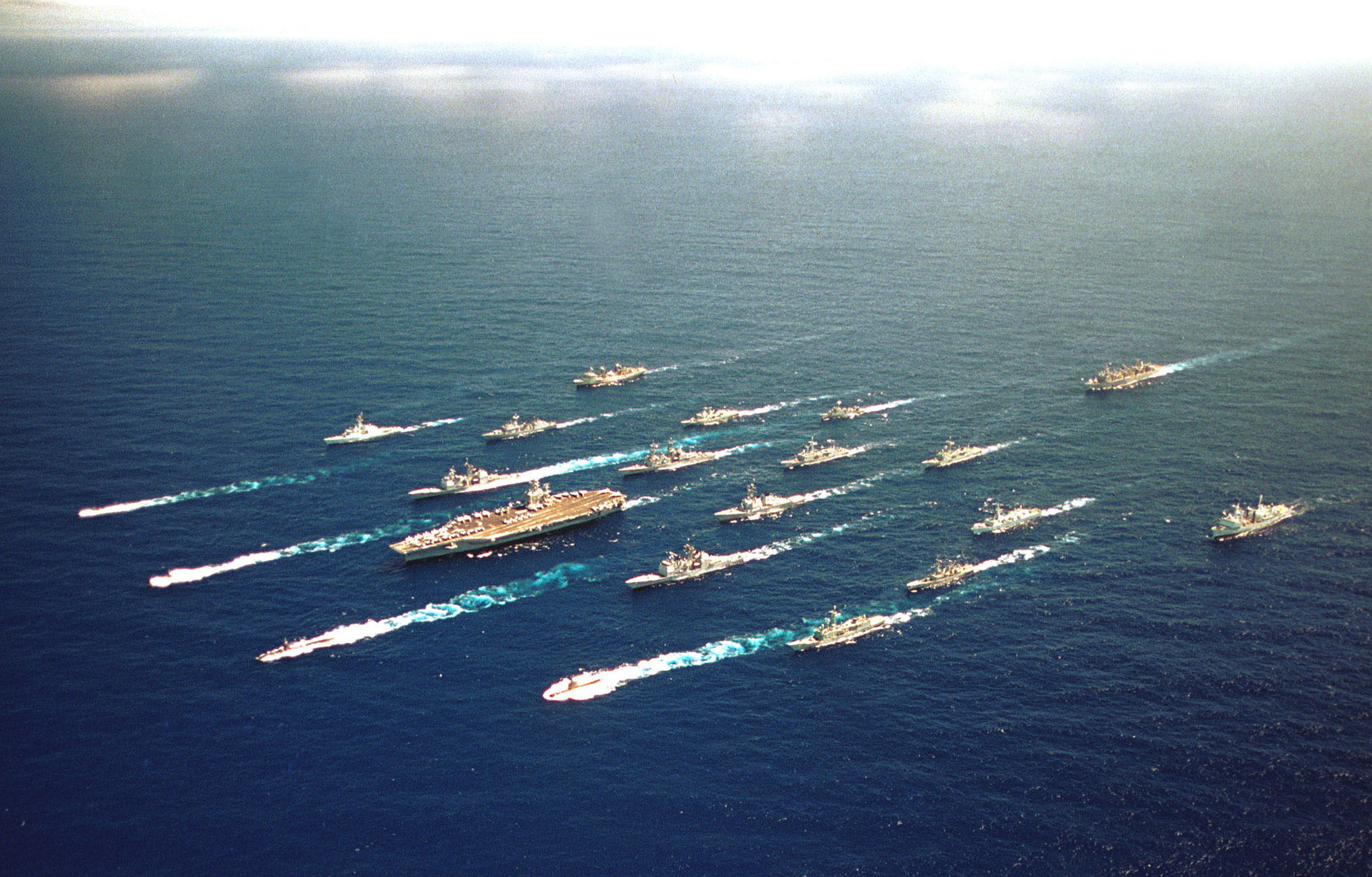
美國海軍亞伯拉罕·林肯號航母戰鬥群

1792年，西班牙和法国人围攻直布罗陀要塞时，就曾在木制风帆战船上安装装甲，以抵御岸炮的炮火，但是由于动力的问题，使建造装甲舰的思想在当时难以实现，只有在蒸汽机得到应用后，才使它能够从梦想变为现实。
19世纪在军舰发展史上占有特殊的地位，在动力，船体，火炮等方面完成由古代战船向现代军舰的演变。1813年，建成第一艘以蒸汽机为动力的军舰－装有20门大炮的德莫罗哥斯号。它是由著名的美国科学家“蒸汽船之父”富尔顿设计的，这实际上是一座用明轮推动的浮动炮台。明轮效率低，在海战和风浪中容易受损，这在某种程度上限制了蒸汽动力军舰的发展。
1816年螺旋桨推进器诞生之后，英国于1844年前后建造了第一艘螺旋桨战舰－响尾蛇号，这导致了蒸汽机终于成为军舰主要动力。但在此后的相当于长的一段时间内，军舰上用保留风帆作为辅助动力。至19世纪末，人们开始研制以汽轮机为动力的军舰，第一艘装有汽轮机的军舰是1904年下水的英国紫石英号巡洋舰。
早在火炮开始用于海军时，人们就萌发了建造装甲舰的思想。1854年，法国建造一座装有10厘米厚钢板装甲浮动炮台，用它来袭击俄国的克里米亚要塞，它经受住了俄军的猛烈炮火，而俄军却在法国军舰的攻击下被迫投降。这使各海军大国接受了需要装甲军舰的思想，开始大规模建造这种军舰。
1859年，法国首先建造了世界上第一艘装甲军舰－光荣号装甲巡洋舰。“光荣”号是一艘木壳装甲舰，木制船身，包有铁皮装甲，以蒸汽机为主机，以风帆为辅助动力，排水量5617吨，装备有36门舷炮。它的设计师是杜普罗梅。
1861年，英国建造世界上第一艘铁壳装甲舰－勇士号。初期的装甲军舰是在木壳或铁壳军舰的两舷中部或整个船舷装上装甲，蒸汽机功率不足，还需辅以风帆。直到19世纪70年代后，工业能够生产出马力大而又经济可靠的蒸汽机，不需风帆助力之后，才得以建造全装甲的军舰。
早期的蒸汽动力军舰装备的还是固定的舷炮，并且是从炮口装填球形实心背景的前装式滑膛炮。就在装甲战舰问世之际，开始出现了安装在军舰纵轴线上用装甲防护的旋转炮塔型舰炮。它可以根据需要向各个方面开炮，这使舰炮的数量可一下子减少一半。1906年，英国制造的以汽轮机为主机，装有5座双联装炮塔的装甲舰无畏号戰艦下水了，它标志着现代军舰朝代的开始。

## 艦種

### 航空母舰
主條目：航空母舰列表
- 超級航空母艦
- 大型航空母舰
- 中型航空母舰
- 轻型航空母舰
- 直升機航空母艦
- 护航航空母舰
- 艦隊航空母艦
- 商船航空母舰
- 反潛航空母艦
- 水上飛機母艦
- 氣球母艦

### 水面作战舰艇
- 战列舰
  - 超級戰艦
  - 航空戰艦
  - 條約型戰艦
  - 超無畏艦
  - 無畏艦
  - 前無畏艦
  - 裝甲艦
  - 鐵甲艦
- 巡洋艦
  - 飛彈巡洋艦
  - 航空巡洋艦
  - 戰鬥巡洋艦
  - 重巡洋艦
  - 輕巡洋艦
  - 裝甲巡洋艦
  - 防護巡洋艦
  - 重雷裝巡洋艦
- 驅逐艦
  - 航空驅逐艦
  - 導彈驅逐艦
  - 護衛驅逐艦
- 巡防艦
- 護衛艦
- 輕型護衛艦
- 濒海战斗舰
- 武库舰
- 導彈快艇
- 魚雷快艇

### 两栖作战舰艇
- 兩棲突擊艦
  - 直升机平台登陆舰
  - 直升机登陆船坞舰
  - 直升机登陆突击舰
- 船坞登陆舰
- 兩棲船塢運輸艦
- 戰車登陸艦
- 登陸艇
  - 機械化登陸艇
  - 氣墊登陸艇
  - 輕型登陸艇

### 辅助舰艇
- 指挥舰
- 巡邏艦
- 補給艦
  - 快速战斗支援舰
- 掃雷艦
- 布雷艇
- 宿舍船
- 医院船
- 潛艇救援船
- 潛艇母艦
- 導彈射程測量船
- 間諜船

### 潜艇
- 弹道导弹潜艇
- 巡航导弹潜艇
- 攻擊潛艇
- 航空潛艦
- 微型潛艇
- 无人水下载具